# 共鳴 (チャットモンチーのアルバム)
『共鳴』（きょうめい）は、チャットモンチーの6枚目のオリジナルアルバム。2015年5月13日にKi/oon Music（Sony Music Labels）から発売された。

## 概要
前作「変身」から2年7ヶ月ぶりとなるアルバム。初回限定盤にはミュージックビデオ等が収録されたDVDとシングル「ときめき/隣の女」とのW購入者特典抽選応募券が封入。
4ピースの「男陣」（恒岡章、下村亮介）と「乙女団」（北野愛子、世武裕子）、橋本と福岡と恒岡の3ピース、そして橋本と福岡の2ピースという4つの編成を使い分けて制作された全12曲。9曲目「例えば、」の作詞を、小説家・西加奈子が手掛けている。チャットモンチーが作詞提供を受けるのは、今回が初となる。
福岡は「『チャットとしてかっこいいことは何か?』をずっと考えてきたから、"自分はこれが好き"と言える感覚がかなり入ってるアルバムになった」。

## 演奏
- 橋本絵莉子
  - Vocals, Guitar
  - Synthesizers (#3)
  - Glockenspiel (#8.9)
  - Trumpet, Cymbals, Melodion (#9)

- 福岡晃子
  - Bass
  - Chorus (#1-10.12)
  - Drums (#3.12)
  - Sampling (#3)
  - Electric Drums (#6)
  - Tambourine (#7.9.10)
  - Sleigh Bells, Bells, Vibraslap (#8)
  - Bass Drum, Snare Drums, Woodblock (#9)
  - Synthesizers (#12)

- 恒岡章 (Hi-STANDARD)
  - Drums (#1.2.6.7.10)
  - Chorus (#10)

- 下村亮介 (the chef cooks me)
  - Piano (#1.10)
  - Keyboard (Memotron) (#1.6)
  - Synthesizers (Mini Moog, Nord Electro) (#2)
  - Synthesizers, Vocals (#6)
  - Chorus (#6.10)

- 世武裕子
  - Piano (#4.5.8.11)
  - Synthesizers (#4.5.8)
  - Electric Piano, Keyboards (#8)
  - Chorus  (#4.8)

- 北野愛子
  - Drums (#4.5.8.11)
  - Chorus (#4.8)
  - Tambourine, Shaker (#8)

- 土橋理恵子、谷林南：Chorus (#7)

## 収録曲
1. きみがその気なら [4:08]
(作詞：福岡晃子 / 作曲：橋本絵莉子 / 編曲：橋本絵莉子, 福岡晃子, 恒岡章, 下村亮介)
2. こころとあたま [3:25]
(作詞・作曲：橋本絵莉子 / 編曲：橋本絵莉子, 福岡晃子, 恒岡章, 下村亮介)
  - 16thシングル。
3. ぜんぶカン [2:33]
(作詞：橋本絵莉子 / 作曲：橋本絵莉子, 福岡晃子 / 編曲：橋本絵莉子, 福岡晃子)
  - ラップ調の楽曲になっているが、橋本はヒップホップを普段から聴いておらず、制作中は「"こんな感じかな?"っていう感じだった」[4]。福岡は「韻っていうかもう、なんかすごいのきた!って感じ」[5]。
4. 隣の女 [4:01]
(作詞：福岡晃子 / 作曲：橋本絵莉子 / 編曲：橋本絵莉子, 福岡晃子, 世武裕子, 北野愛子)
  - 17thシングル。
5. 毒の花 [4:57]
(作詞：福岡晃子 / 作曲：橋本絵莉子 / 編曲：橋本絵莉子, 福岡晃子, 世武裕子, 北野愛子)
6. 私が証 [3:07]
(作詞・作曲：橋本絵莉子 / 編曲：橋本絵莉子, 福岡晃子, 恒岡章, 下村亮介)
7. 楽園天国 [3:10]
(作詞・作曲：橋本絵莉子 / 編曲：橋本絵莉子, 福岡晃子, 恒岡章)
  - 橋本が「死後が楽しいよ」というテーマで書きたくて作った曲[4]。
8. 最後の果実 [4:15]
(作詞：福岡晃子 / 作曲：橋本絵莉子 / 編曲：橋本絵莉子, 福岡晃子, 世武裕子, 北野愛子)
9. 例えば、 [4:20]
(作詞：西加奈子 / 作曲：橋本絵莉子 / 編曲：橋本絵莉子, 福岡晃子)
  - 作詞を担当した西加奈子の言葉を全部載せたいという思いで、歌っていない歌詞も歌詞カードに表記されている[4]。
10. いたちごっこ [3:51]
(作詞・作曲：橋本絵莉子 / 編曲：橋本絵莉子, 福岡晃子, 恒岡章, 下村亮介)
  - 16thシングル。
11. ときめき [3:47]
(作詞：福岡晃子 / 作曲：橋本絵莉子 / 編曲：橋本絵莉子, 福岡晃子, 世武裕子, 北野愛子)
  - 17thシングル。
12. ドライブ [3:32]
(作詞：福岡晃子 / 作曲：橋本絵莉子 / 編曲：橋本絵莉子, 福岡晃子)

### DVD
- 初回限定盤のみ。

1. こころとあたま (Music Video)
2. いたちごっこ (Music Video)
3. ときめき (Music Video)
4. 隣の女 (Music Video)
5. 男女六人ないものねだり 〜『共鳴』完成パーティー〜 (特典映像)